# مسلة بوينس آيرس

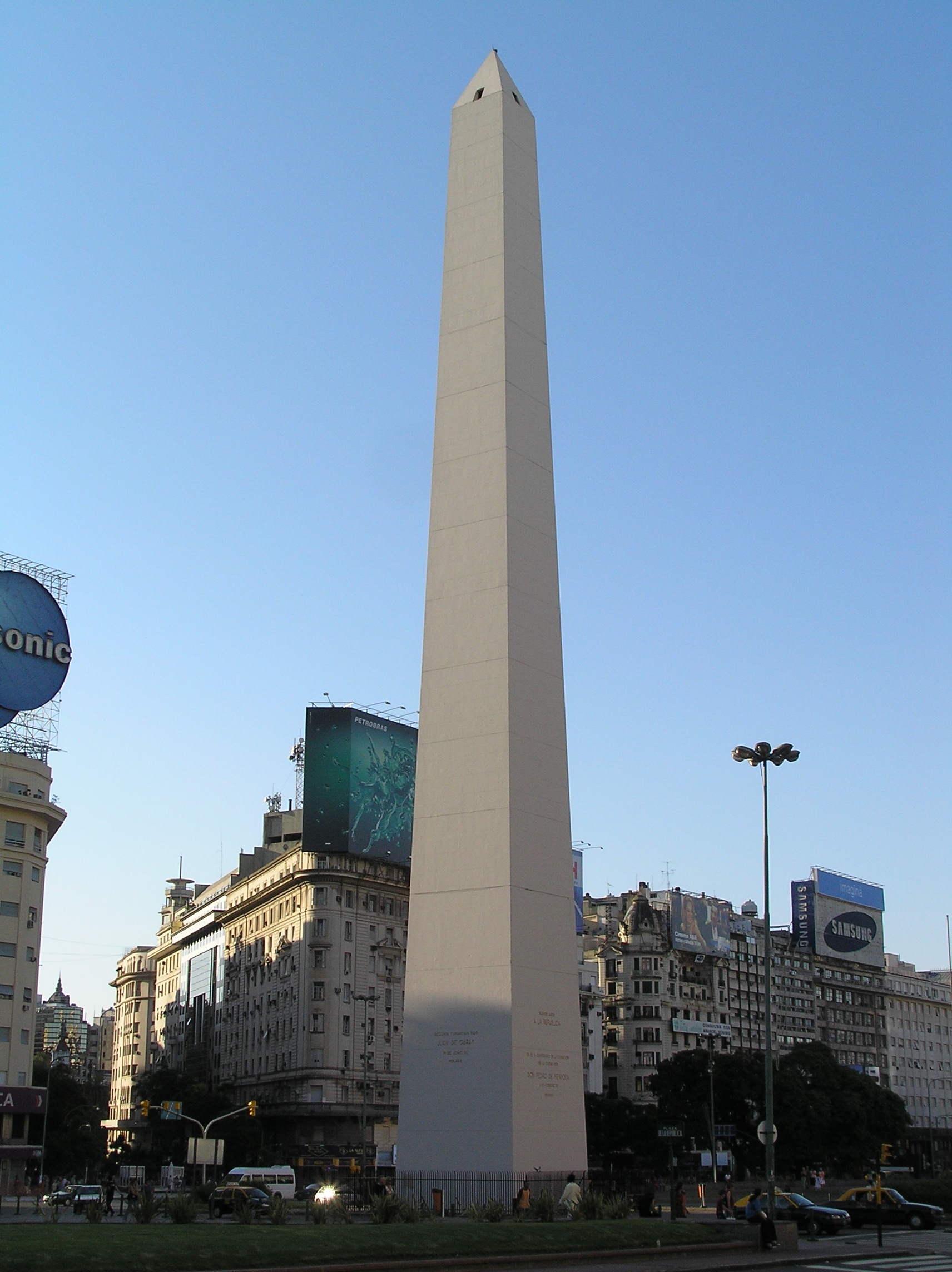
مسلة بوينس ايرس في الأرجنتين

مسلة بوينس آيرس، هو نصب تاريخي ورمز لمدينة بوينس آيرس الأرجنتينية. بنيت المسلة للاحتفال بالذكرى المئوية الرابعة لتأسيس المدينة، وتقع في بلازا دي لا ريبوبليكا، في تقاطع طرق كورينتس.

## التاريخ
بدا بناء المسلة في 20 مارس 1936 ، وانتهى البناء وافتتح النصب في 23 مايو 1936، قام المهندس المعمارى البرتو بريبيتش بتصمميمها بناء على طلب من رئيس بلدية ماريانو دي، يبلغ ارتفاع المسلة 67.5 م، ولها مدخل واحد فقط (في جانبها الغربي) وعلى قمتها هناك أربع نوافذ، لا يمكن الوصول إليها إلا أن عن طريق درج، وفي شهر نوفمبر 2005 تم ترميم المسلة بشكل كامل .

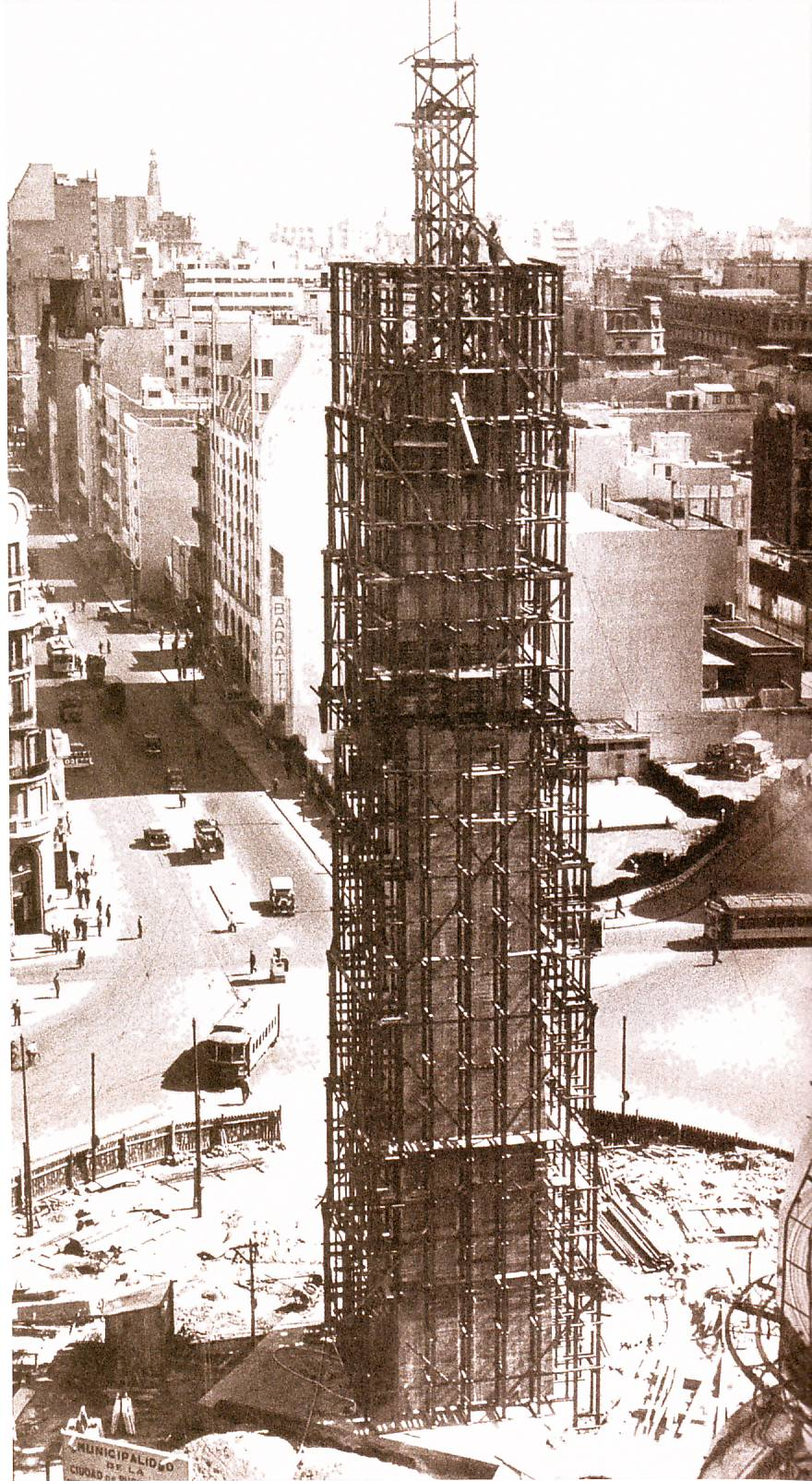
مسلة بوينس ايرس وهى تحت الانشاء

## معرض صور

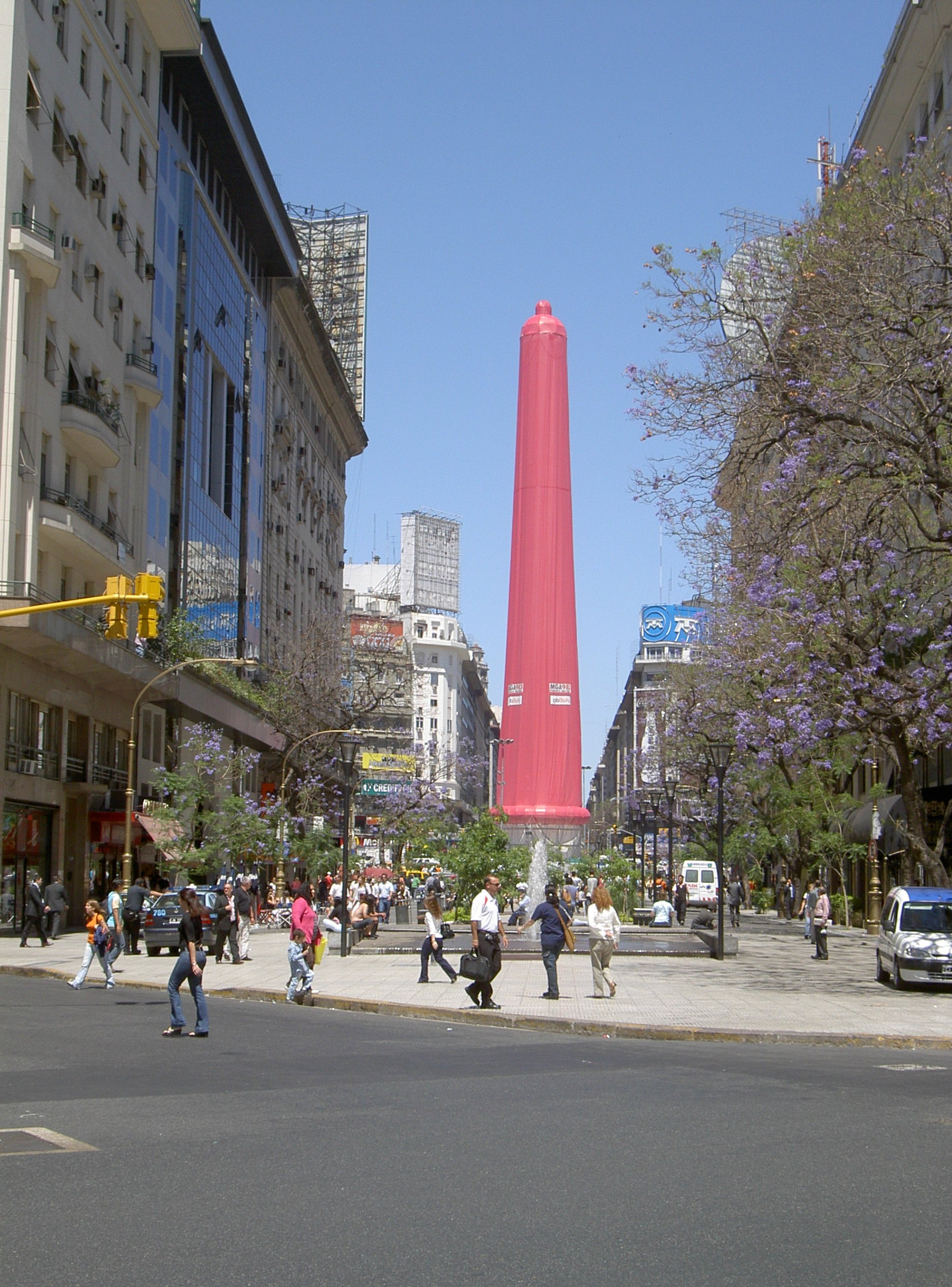
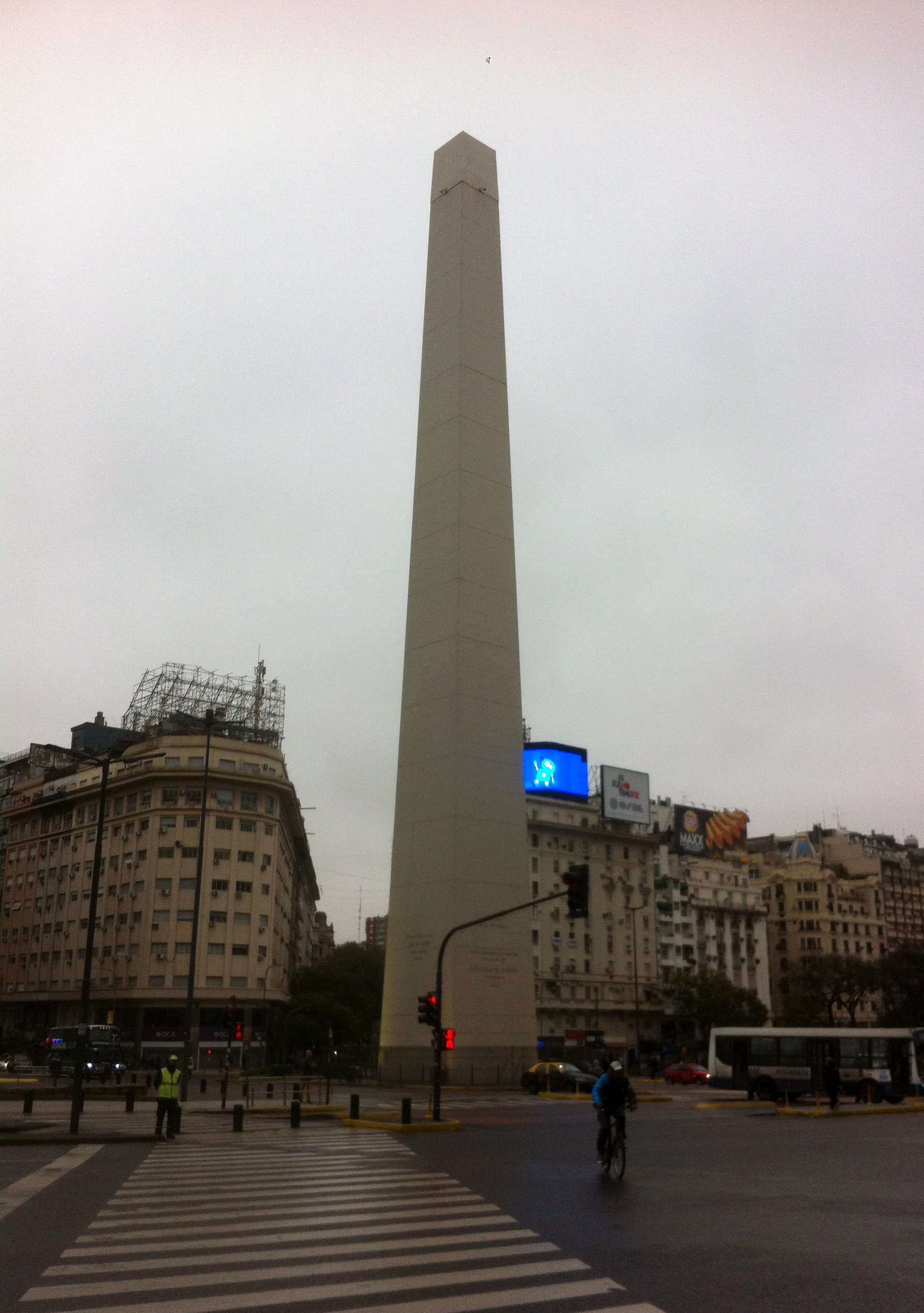
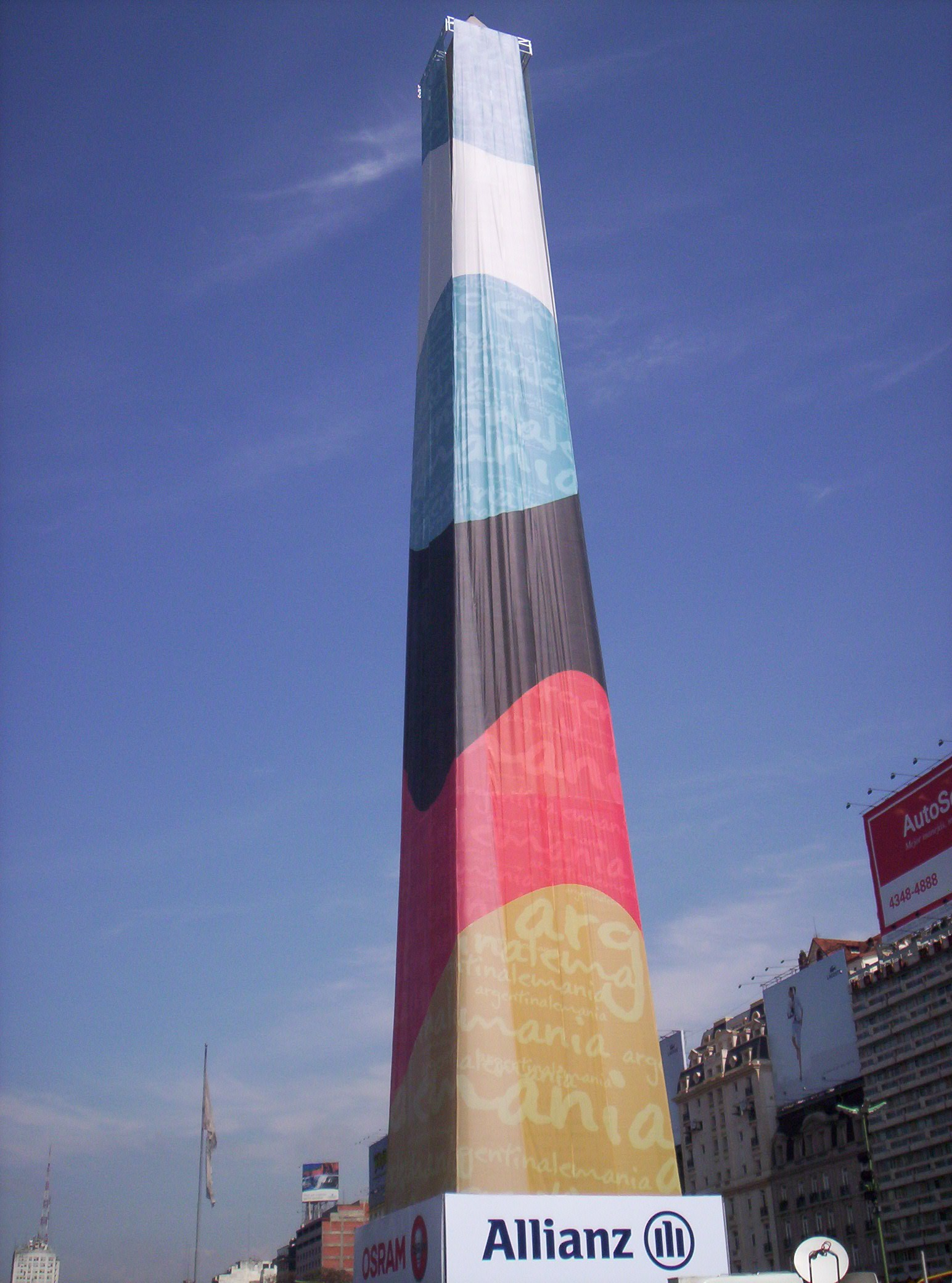
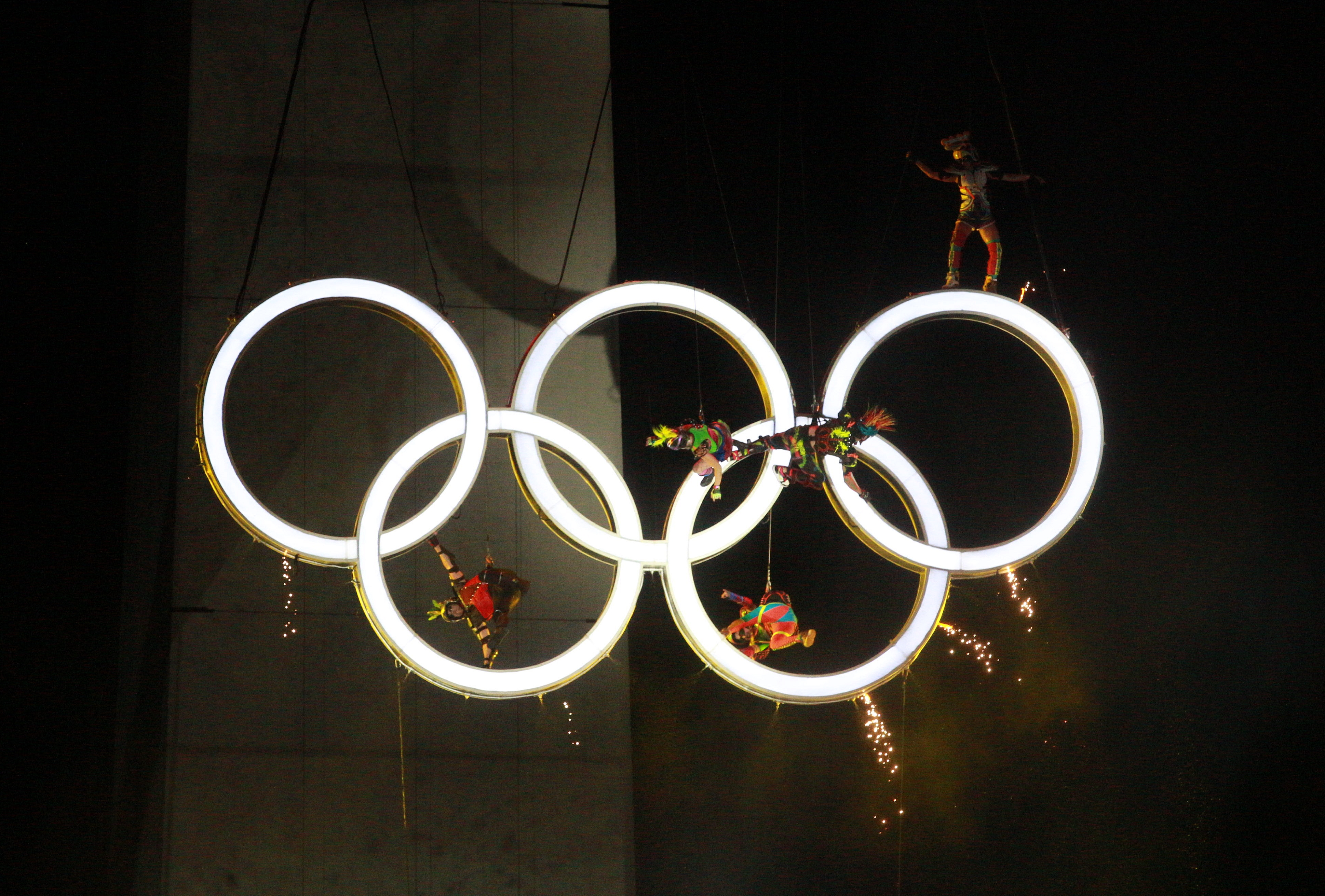
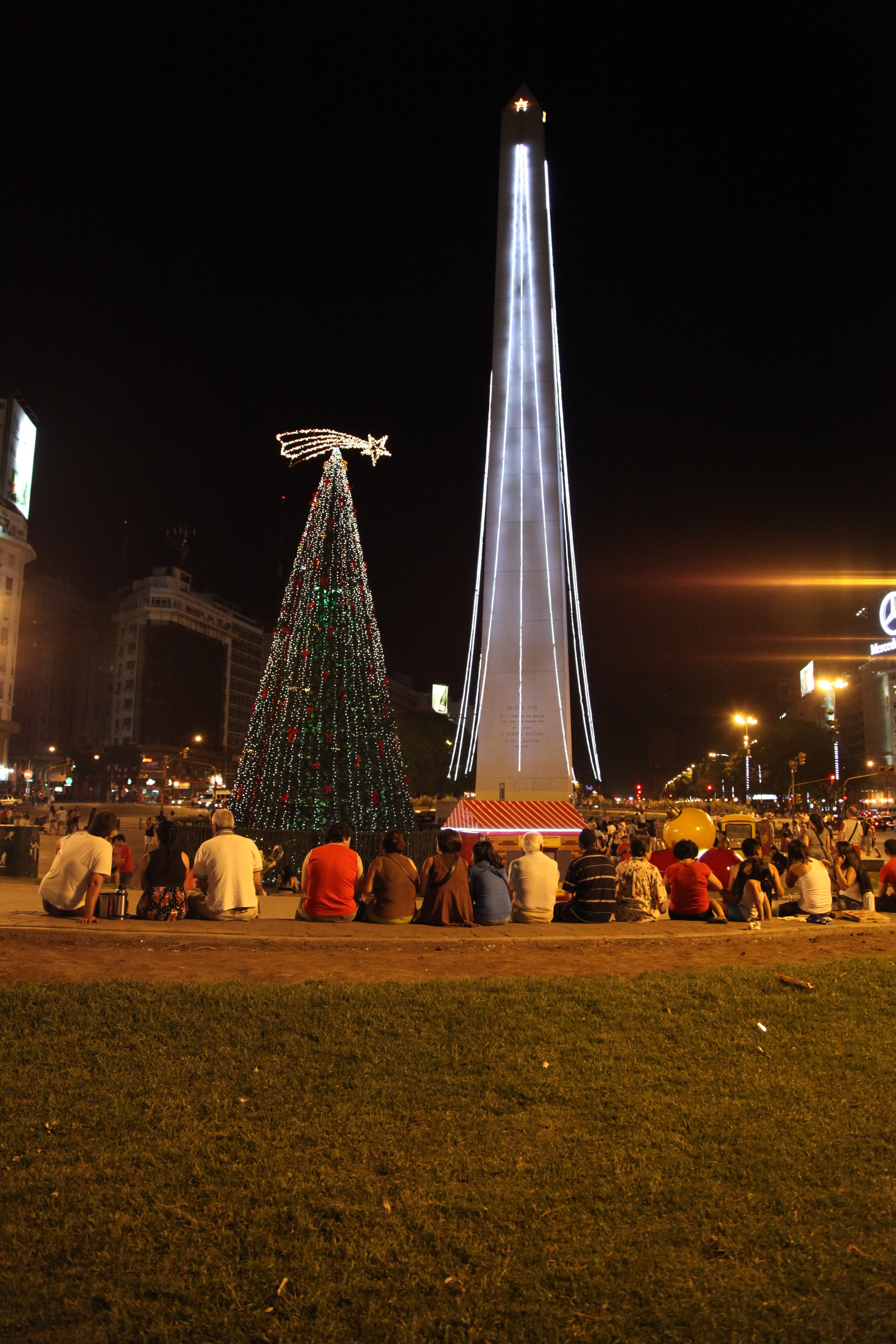
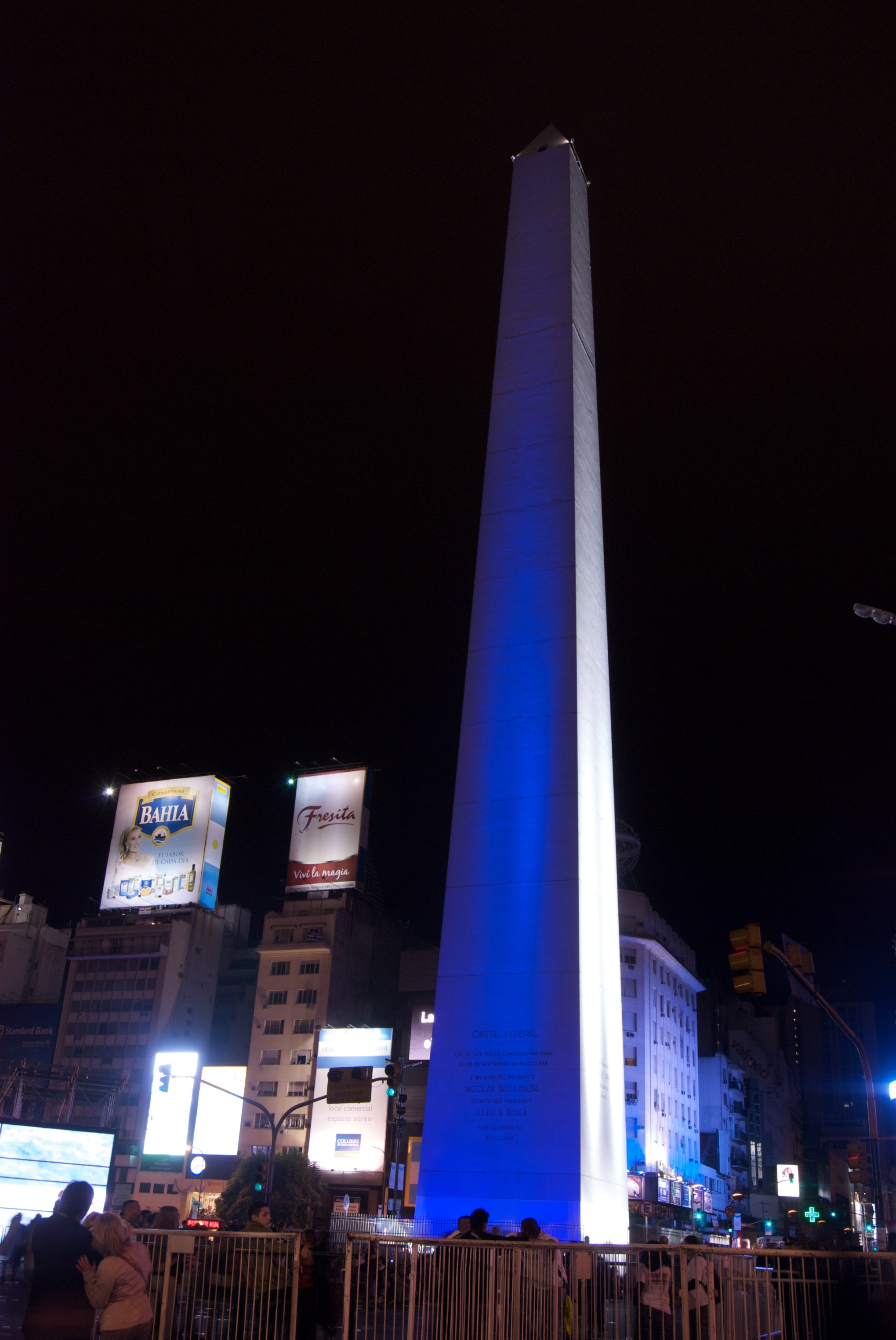